# Tragulus
Tragulus es un  género de mamíferos artiodáctilos pertenecientes a la familia Tragulidae. Con un peso de 0,7-8,0 kilogramos y una longitud de 40-75 centímetros son los ungulados más pequeños del mundo, a pesar de que las especies más grandes de este género de ciervos ratones sobrepasan en tamaño a algunas especies de Neotragus. Las especies del género se distribuyen a por el Sudeste de Asia desde el sur de China hasta Filipinas (Balabac) y Java. Luego de los cambios taxonómicos realizados recientemente, algunas de las especies nuevas del género son poco conocidas, pero se cree que en su mayoría tienen hábitos nocturnos y se alimentan de hojas, frutas, hierba y otros vegetales. Son solitarios y viven en parejas, los machos tienen dientes caninos alargados (ni el macho ni la hembra tienen cuernos) que utilizan durante las luchas. A diferencia de otros miembros de la familia, los ciervos-ratón del género Tragulus carecen de manchas o rayas de color claro sobre el dorso.

## Especies
Tradicionalmente se reconocían solo dos especies dentro del género Tragulus: la relativamente grande T. napu y la más pequeña T. javanicus. Luego de una revisión en 2004, T. nigricans y T. versicolor fueron separadas de T. napu y T. kanchil y T. williamsoni se separaron de T. javanicus. Con estos cambios, T. kanchil y T. napu resultaron ser las especies con mayor distribución, mientras las demás resultaron tener mucho menor rango de distribución.
- Género Tragulus
  - Tragulus javanicus
  - Tragulus kanchil
  - Tragulus napu
  - Tragulus nigricans
  - Tragulus versicolor
  - Tragulus williamsoni